# أوسكار هوت
أوسكار هوت (بالألمانية: Oskar Huth) هو صانع بيانو ‏ ألماني، ولد في 26 فبراير 1918 في برلين في ألمانيا، وتوفي بنفس المكان في 21 أغسطس 1991.